# Roger Martínez
Roger Beyker Martínez Tobinson (Cartagena, 23 juni 1994) is een Colombiaans voetballer die doorgaans als aanvaller speelt. Hij verruilde Villarreal CF in juli 2018 voor Club América. Martínez debuteerde in 2016 in het Colombiaans voetbalelftal.

## Clubcarrière
Martínez speelde in de jeugd van de Argentijnse clubs Estudiantil Porteño, Boca Juniors, Argentinos Juniors en Racing Club. In 2014 speelde hij negen wedstrijden op huurbasis voor Deportivo Santamarina. In 2015 maakte de aanvaller vijf doelpunten in 26 competitieduels op huurbasis voor Aldosivi. In 2016 maakte hij vier doelpunten in tien competitiewedstrijden voor Racing Club, waarna Jiangsu Suning hem in juli 2016 overnam voor 8,9 miljoen euro. Martínez tekende een vierjarig contract in China.

## Interlandcarrière
Martínez debuteerde op 29 mei 2016 in de nationale ploeg van Colombia, in een oefenwedstrijd tegen Haïti. Hij viel aan de rust in voor Carlos Bacca en maakte het derde doelpunt aan Colombiaans zijde. Martínez maakte deel uit van de Colombiaanse ploeg op onder meer de Copa América Centenario en de Copa América 2019. Hij maakte er het eerste doelpunt in de 0-2 overwinning tegen Argentinië.